# Liste der Biografien/Dac
Liste der Biografien |
Portal Biografien |
Personensuche
# |
A |
B |
C |
D |
E |
F |
G |
H |
I |
J |
K |
L |
M |
N |
O |
P |
Q |
R |
S |
T |
U |
V |
W |
X |
Y |
Z |
?
 
Da |
Db |
Dc |
Dd |
De |
Dg |
Dh |
Di |
Dj |
Dk |
Dl |
Dm |
Dn |
Do |
Dq |
Dr |
Ds |
Du |
Dv |
Dw |
Dy |
Dz
 
Daa |
Dab |
Dac |
Dad |
Dae |
Daf |
Dag |
Dah |
Dai |
Daj |
Dak |
Dal |
Dam |
Dan |
Dao |
Dap |
Daq |
Dar |
Das |
Dat |
Dau |
Dav |
Daw |
Dax |
Day |
Daz
Die Liste der Biografien führt alle Personen auf, die in der deutschsprachigen Wikipedia einen Artikel haben. Dieses ist eine Teilliste mit 126 Einträgen von Personen, deren Namen mit den Buchstaben „Dac“ beginnt.

## Dac
- Dac, Pierre (1893–1975), französischer Humorist und Komödiant

### Daca
- Dacaj, Eros (* 1996), deutscher Fußballspieler
- Dacal, Pablo (1886–1961), uruguayischer Fußballspieler
- Dacascos, Al (* 1942), US-amerikanischer Kampfsportler, Begründer des Stils Wun Hop Kuen Do
- Dacascos, Mark (* 1964), US-amerikanischer Sportler und SchauspielerMark Dacascos (* 1964)

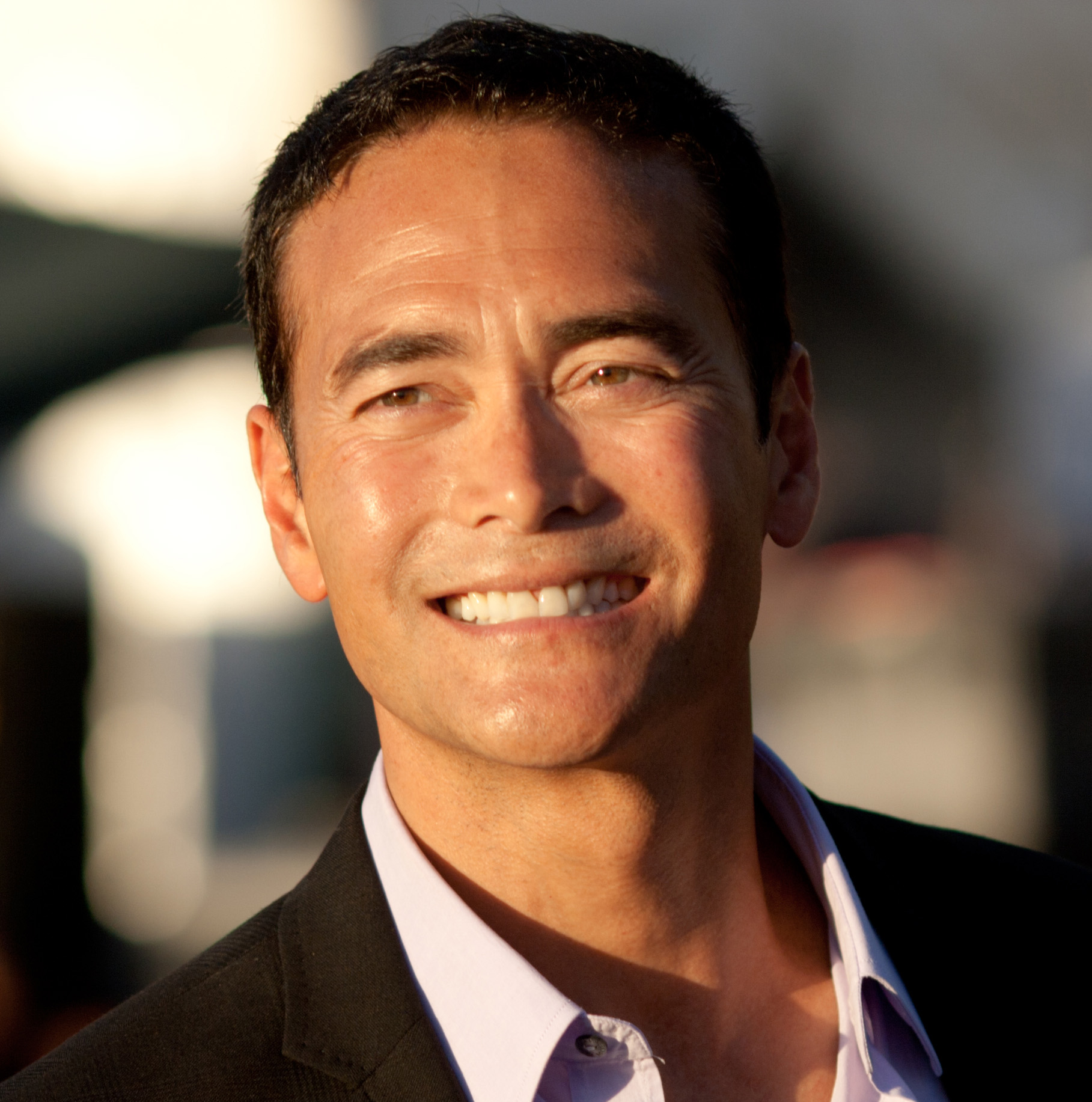
Mark Dacascos (* 1964)

### Dacc
- Daccò, Guido (1942–2006), italienischer Auto- und Motorradrennfahrer
- Daccord, Brian (* 1964), kanadischer Eishockeytorwart und -trainer
- Daccord, Yves (* 1964), Schweizer Journalist und Fernsehproduzent
- Daccordi, Mauro (* 1946), italienischer Entomologe

### Dace
- Dace, Vera (1921–1995), englische Tischtennisspielerin und Tennisspielerin

### Dach
- Dach, Günter (1915–2010), deutscher Politiker (CDU), MdA
- Dach, Kirby (* 2001), kanadischer Eishockeyspieler
- Dach, Margrit von (* 1946), Schweizer Schriftstellerin und Übersetzerin
- Dach, Michel (* 1950), französischer Sprinter
- Dach, Rolf (* 1934), deutscher Diplomat, Botschafter der DDR
- Dach, Simon (1605–1659), deutscher Dichter der BarockzeitSimon Dach (1605–1659)

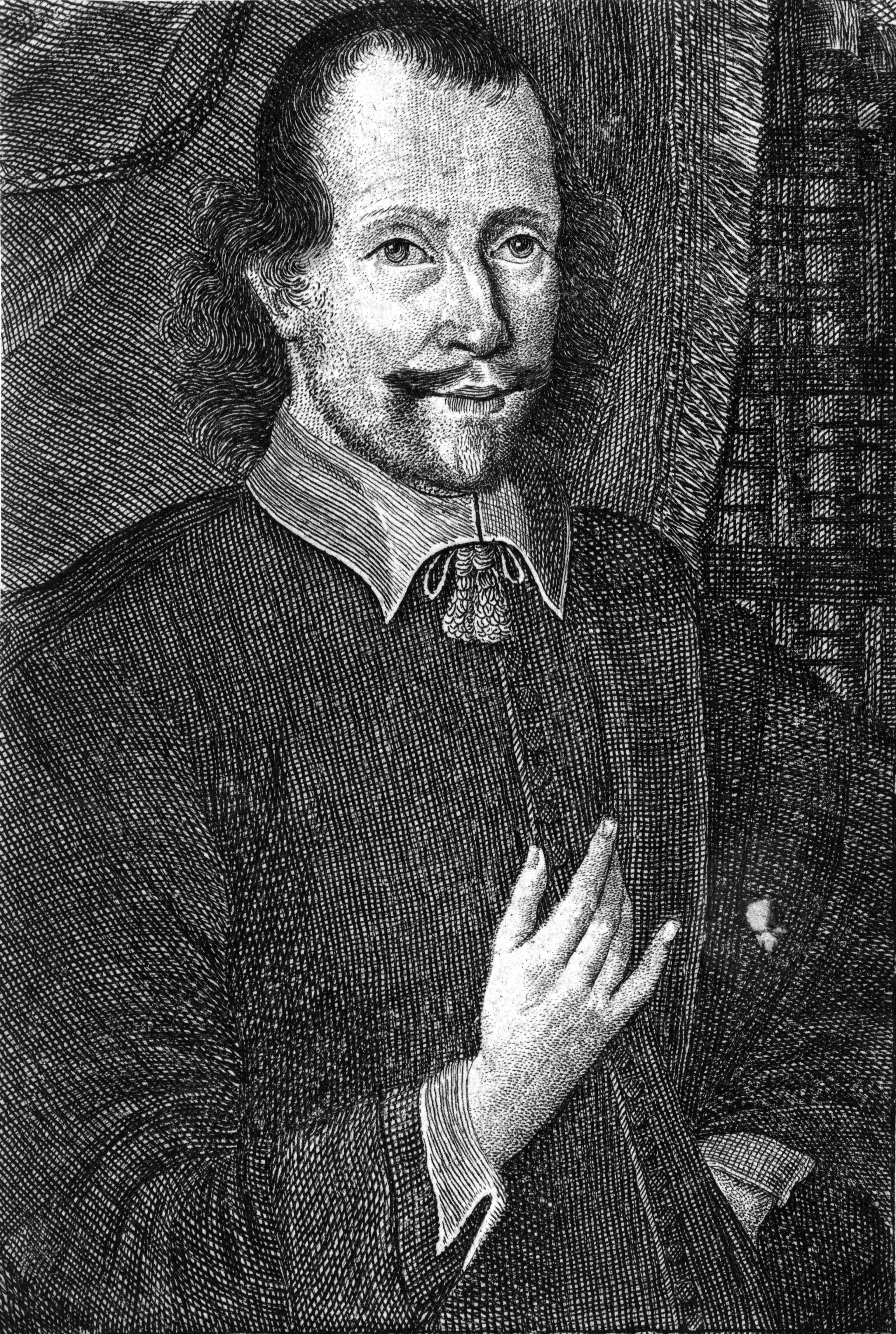
Simon Dach (1605–1659)

- Dachadajew, Magomed-Ali (1882–1918), russischer Revolutionär im Kaukasus
- Dachauer, Prasthan (1940–2016), österreichischer Maler und Grafiker
- Dachauer, Sebastian (1778–1863), deutscher Schulmann und oberbayerischer Heimatforscher
- Dachauer, Wilhelm (1881–1951), österreichischer Maler
- Dachelem, Hilary Nanman (* 1966), nigerianischer Ordensgeistlicher, römisch-katholischer Bischof von Bauchi
- Dachenhausen, Alexander von (1848–1916), deutscher Oberleutnant, Genealoge, Heraldiker und Grafiker
- Dachenhausen, Friedrich Wilhelm von (1791–1855), deutscher Verwaltungsbeamter
- Dacher, Michael (1933–1994), deutscher Alpinist und Extrembergsteiger
- Dacheröden, Ernst Ludwig Wilhelm von (1764–1806), deutscher Beamter
- Dacheröden, Karl Friedrich von (1732–1809), deutscher Jurist
- Dächert, Walter (1936–2011), deutscher Fußballspieler
- d’Achery, Luc (1609–1685), Historiker und Bibliothekar der Mauriner
- D’Achiardi, Antonio (1839–1902), italienischer Mineraloge
- D’Achiardi, Pietro (1879–1940), italienischer Maler und Kunsthistoriker
- Dachlan, Umi (1942–2009), indonesische Malerin und Dozentin
- Dachlauer, Kurt (* 1940), deutscher Fußballspieler
- Dachlauer, Reinhard (1922–1995), deutscher Bildhauer
- Dachler, Anton (1841–1921), österreichischer Bautechniker und Historiker
- Dachner, Manfred (* 1949), deutscher Polizeibeamter und Politiker (SPD), MdL
- Dachno, Oleksandr (* 1991), ukrainischer Biathlet
- Dachno, Wolodymyr (1932–2006), ukrainischer Animator, Animationsfilm-Regisseur und Drehbuchautor
- Dachröden, Carl Friedrich von (1705–1742), deutscher Regierungspräsident
- Dachröden, Cäsar von (1808–1882), deutscher, mecklenburg-strelitzischer Hofmarschall und Freimaurer
- Dachröden, Georg Anton von (1656–1728), deutscher Hofbeamter
- Dachs, Conny (* 1963), deutscher PornodarstellerConny Dachs (* 1963)

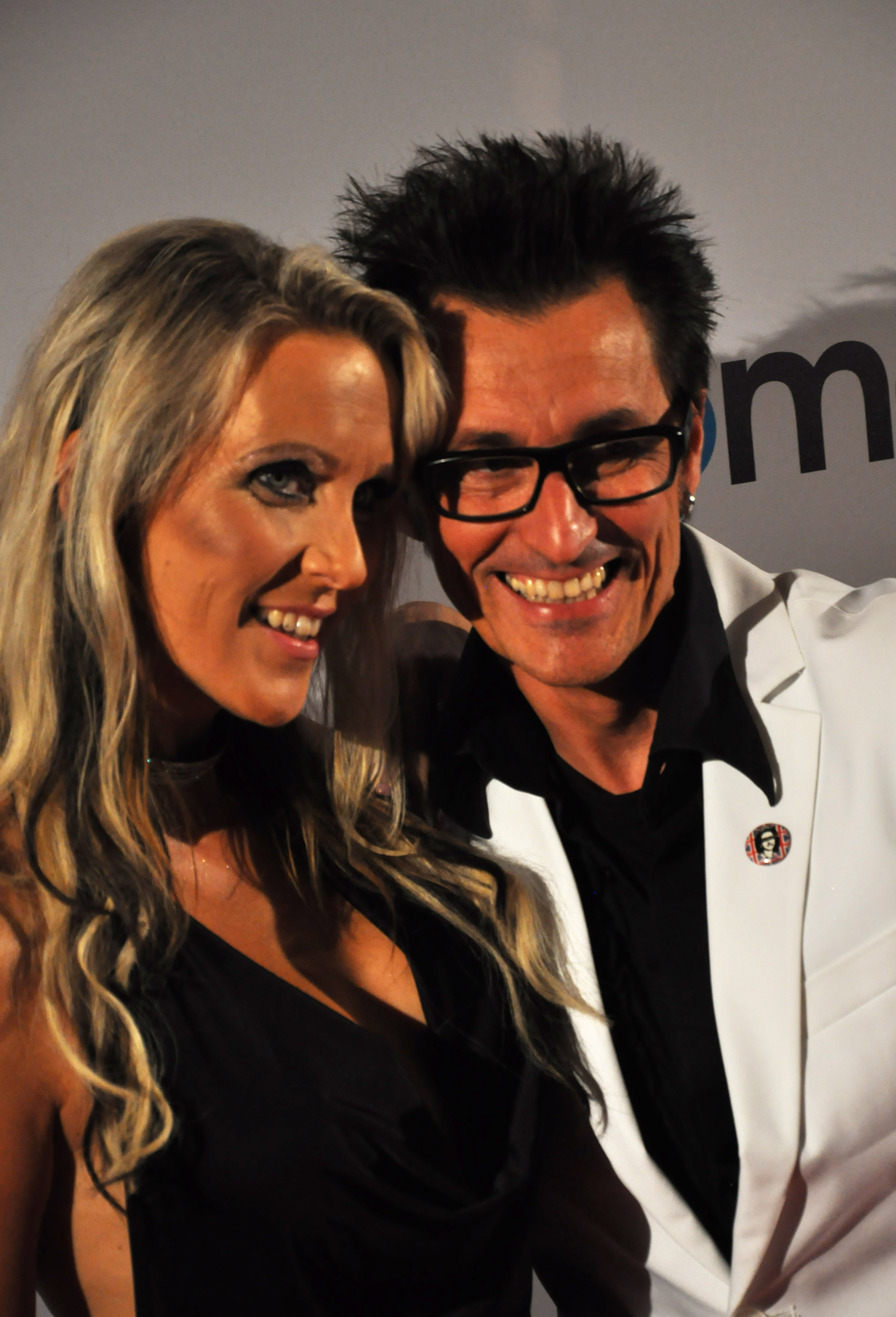
Conny Dachs (* 1963)

- Dachs, Gabriel, deutscher württembergischer Hofmaler
- Dachs, Gisela (* 1963), deutsche Journalistin und Korrespondentin
- Dachs, Hans (1886–1966), deutscher Historiker
- Dachs, Herbert (* 1943), österreichischer Politikwissenschaftler
- Dachs, Johann Jakob (1667–1744), Schweizer evangelischer Geistlicher
- Dachs, Josef (1825–1896), österreichischer Pianist, Musikwissenschaftler, Musikpädagoge
- Dachs, Karl (1929–2016), deutscher Bibliothekar
- Dachs, Michael (1876–1941), deutscher Komponist und Musiktheoretiker
- Dachs, Monika (* 1958), österreichische Kunsthistorikerin
- Dachs, Robert (1955–2015), deutsch-österreichischer Autor und Ausstellungsmacher
- Dachsbeck, Henriette (1841–1914), belgische Pädagogin und Feministin
- Dachsberger, Johannes (1898–1981), deutscher katholischer Geistlicher, Generalvikar in Passau
- Dächsel, August (1818–1901), deutscher evangelischer Pfarrer und Theologe
- Dächsel, Bernhard (1823–1888), preußischer Justizrat
- Dachsel, Felix (* 1987), deutscher Journalist
- Dachsel, Joachim (1921–2008), deutscher Pfarrer und Autor
- Dächsel, Theobald (1855–1940), deutscher evangelischer Theologe, Pfarrer und Superintendent
- Dachselhofer, Niklaus († 1670), Schultheiss der Stadt Bern
- Dachselhofer, Niklaus (1634–1707), Schweizer Ratsherr und Gesandter
- Dachselhofer, Vinzenz († 1622), Schweizer Politiker
- Dachselt, Christian Gottlieb (1737–1804), deutscher Organist
- Dachsenfranz, italienisches StadtoriginalDachsenfranz

Dachsenfranz

- Dachser, Jakob († 1567), Täufer, deutscher Prediger und Kirchenliederdichter
- Dachser, Thomas (1906–1979), deutscher Unternehmer
- Dachstein, Wolfgang († 1553), deutscher Organist und Textdichter
- Dachtler, Jakob der Jüngere († 1598), deutscher Theologe und Professor für Hebräische Sprache
- Dachtler, Joe (* 1963), deutscher Musiker und Komponist von Filmmusik
- Dachtler, Theophil, deutscher Jurist und Autor
- Dachwitz, Ingo (* 1987), deutscher Journalist

### Daci
- Daci, Nexhat (* 1944), jugoslawisch-kosovarischer Politiker
- Dacia, Martinus de († 1304), dänischer scholastischer Philosoph und Grammatiker
- Dačić, Ivica (* 1966), serbischer PolitikerIvica Dačić (* 1966)

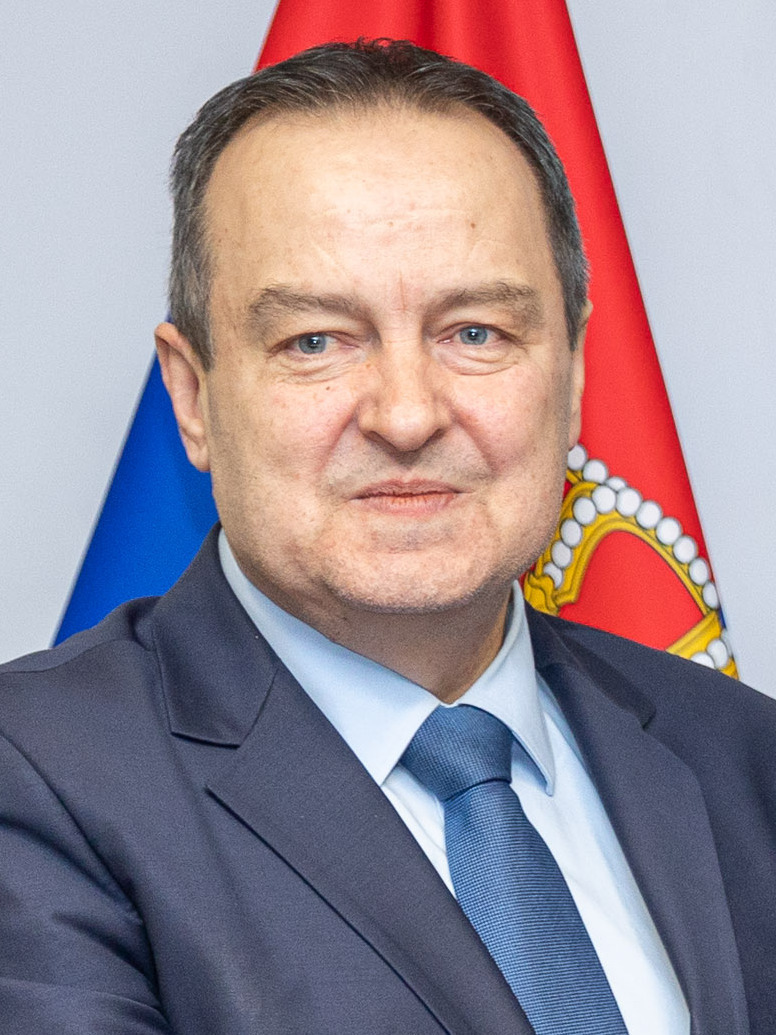
Ivica Dačić (* 1966)

- Dačický z Heslova, Mikuláš (1555–1626), tschechischer Schriftsteller
- Dacier, André (1651–1722), französischer Philologe und Bibliothekar
- Dacier, Anne (1647–1720), französische Übersetzerin und Schriftstellerin hugenottischer Abstammung
- Dacier, Bon-Joseph (1742–1833), französischer Gräzist, langjähriger Sekretär der Académie des Inscriptions et Belles-Lettres und Mitglied der Académie française
- D’Acierno, Petronella (1877–1962), italienisch-schweizerische Heilpraktikerin
- Daciolo, Cabo (* 1976), brasilianischer Politiker und ehemaliger Präsidentschaftskandidat
- Daciuk, Myron Michael (1919–1996), ukrainisch-kanadischer Geistlicher, Bischof von Edmonton

### Dack
- Dack, Bradley (* 1993), englischer Fußballspieler
- Dačkauskas, Vaclovas (* 1957), litauischer Politiker
- Dacke, Marie (* 1973), schwedische Biologin und Hochschullehrerin
- Dacke, Nils († 1543), schwedischer Bauern- und WiderstandsführerNils Dacke († 1543)

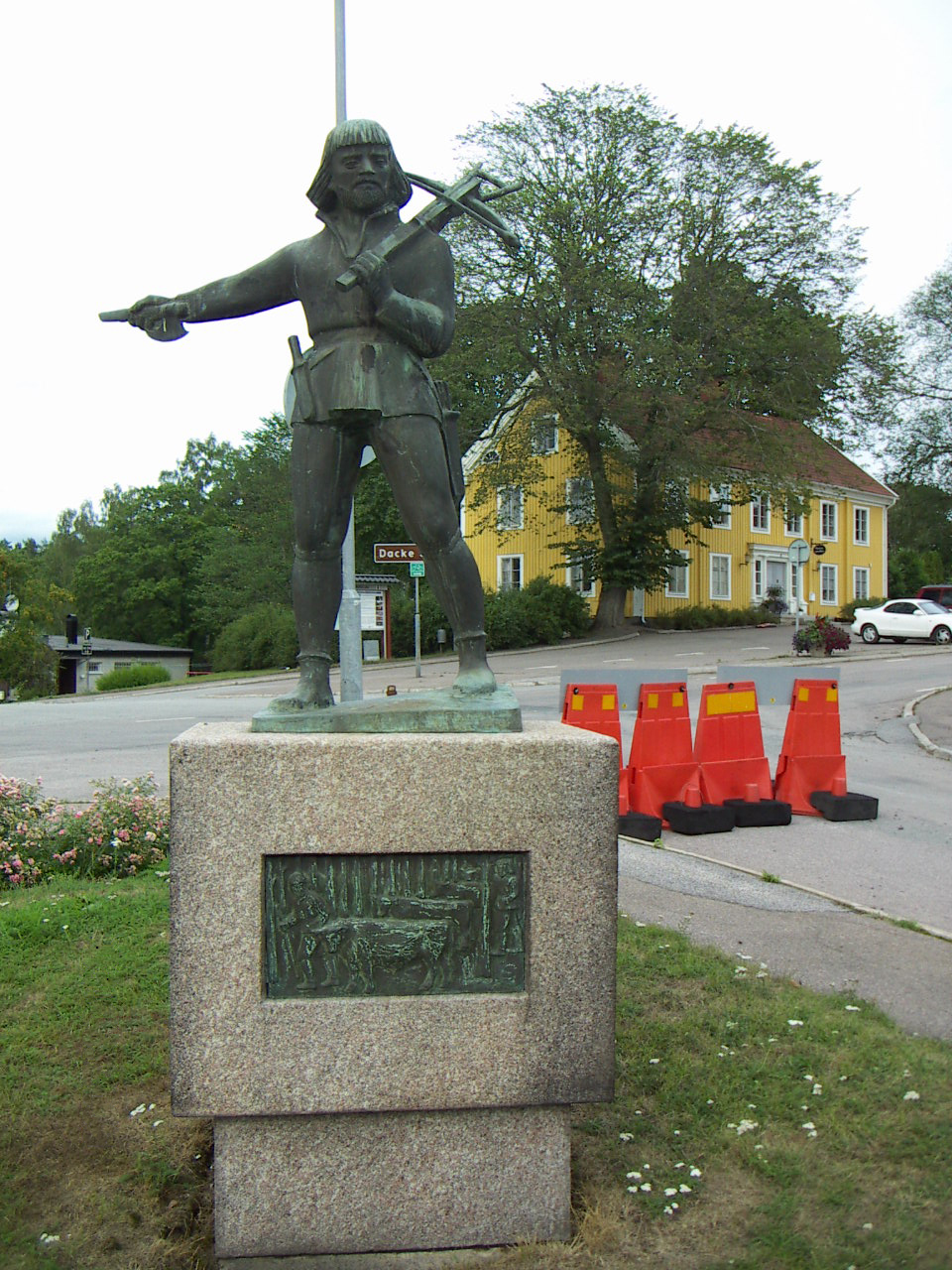
Nils Dacke († 1543)

- Dackell, Andreas (* 1972), schwedischer Eishockeyspieler
- Dacko, David (1930–2003), zentralafrikanischer Politiker, Präsident
- Dacks, Joel (* 1973), kanadischer Biochemiker und ehemaliger Kinderdarsteller

### Dacl
- Dacla, Corinne (* 1963), französische Schauspielerin
- Daclon, Corrado Maria (* 1963), italienischer Umweltwissenschaftler und Politikberater

### Daco
- Dacon, Monica (* 1934), vincentische Generalgouverneurin von St. Vincent und die Grenadinen
- Dacorogna, Bernard (* 1953), Schweizer Mathematiker
- Dacosse, Manuel (* 1977), belgischer Kameramann
- DaCosta, Amanda (* 1989), US-amerikanisch-portugiesische Fußballspielerin
- Dacosta, Claude Antoine (1932–2007), kongolesischer Politiker, Premierminister der Republik Kongo
- Dacosta, François (1778–1866), französischer Komponist und Klarinettist
- Dacosta, Janine (1923–2021), französische Pianistin
- DaCosta, Morton (1914–1989), US-amerikanischer Dramaturg, Filmregisseur, Filmproduzent und Schauspieler
- DaCosta, Nia (* 1989), US-amerikanische Filmregisseurin und Drehbuchautorin
- DaCosta, Noel (1929–2002), US-amerikanischer Komponist, Chorleiter und Violinist nigerianisch-jamaikanischer Herkunft
- Dacosta, Quique (* 1972), spanischer Koch
- DaCosta, Trevor (1929–2008), jamaikanischer Diplomat
- DaCosta, Yaya (* 1982), US-amerikanische Schauspielerin und FotomodelYaya DaCosta (* 1982)

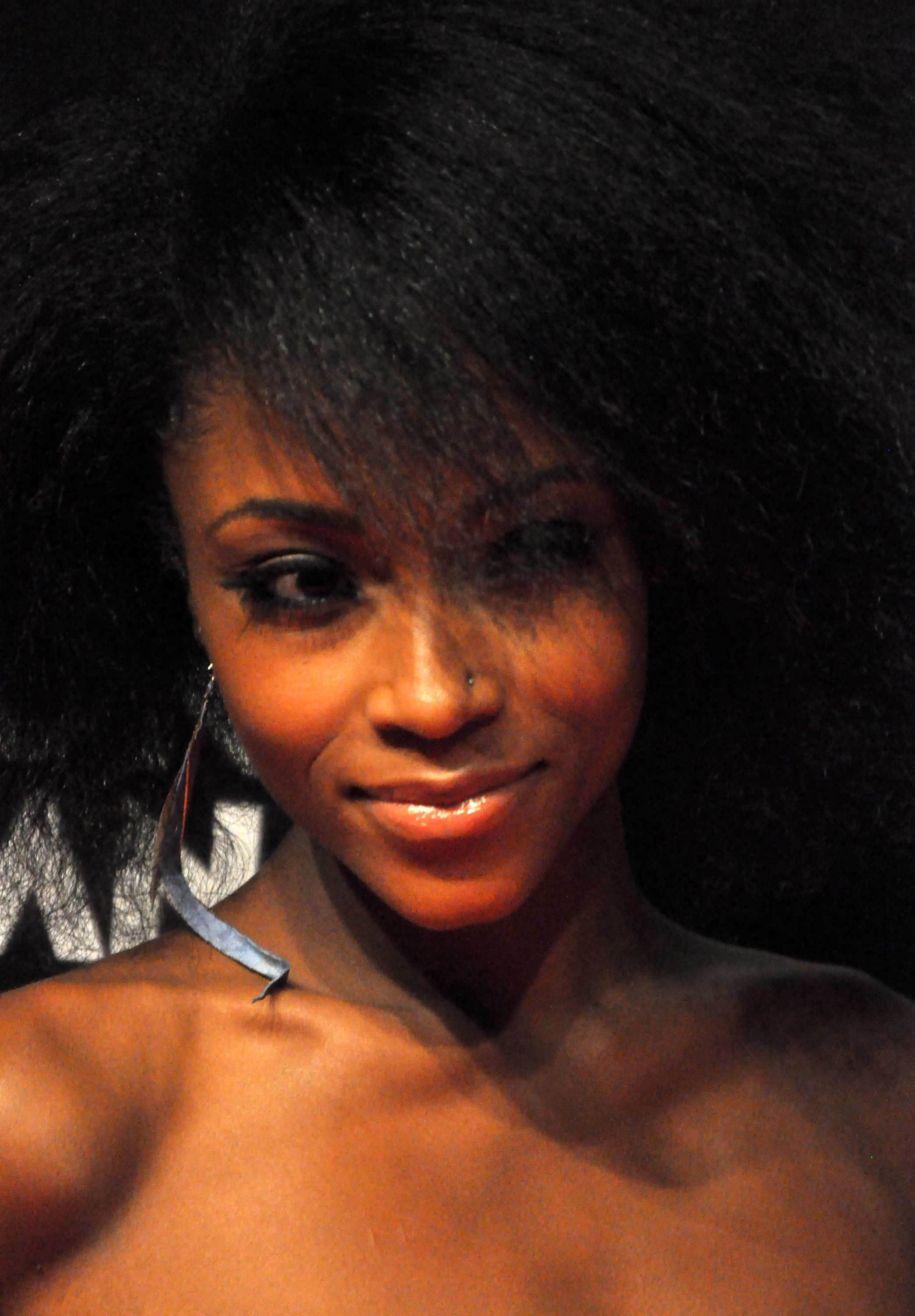
Yaya DaCosta (* 1982)

- Dacourt, Olivier (* 1974), französischer Fußballspieler
- Dacoury, Richard (* 1959), französischer Basketballspieler
- Dacoury-Tabley, Paul (* 1934), ivorischer Geistlicher, Altbischof von Grand-Bassam
- Dacoury-Tabley, Philippe-Henry (* 1948), ivorischer Bankmanager

### Dacq
- Dacqmine, Jacques (1924–2010), französischer Schauspieler und Drehbuchautor
- Dacquay, Jean (1927–2014), französischer Radrennfahrer
- Dacquay, Louise (* 1940), kanadische Politikerin
- Dacqué, Edgar (1878–1945), deutscher Paläontologe und Naturphilosoph
- D’Acquisto, Salvo (1920–1943), italienischer Militär, Unteroffizier der italienischen Carabinieri

### Dacr
- Dacre, Charlotte († 1825), britische Schriftstellerin
- Dacre, Hugh, 4. Baron Dacre († 1383), englischer Adeliger und Politiker
- Dacre, Paul (* 1948), englischer Journalist
- Dacre, Ralph, 1. Baron Dacre, englischer Militärangehöriger und Politiker
- Dacre, Ralph, 1. Baron Dacre of Gilsland († 1461), englischer Adliger
- Dacre, Ralph, 3. Baron Dacre († 1375), englischer Adeliger und Politiker
- Dacre, Thomas (1387–1458), englischer Adliger und Politiker
- Dacre, William, 2. Baron Dacre († 1361), englischer Peer und Politiker
- Dacre, William, 5. Baron Dacre († 1399), englischer Adeliger und Politiker
- Dacremont, Christine (* 1949), französische Rennfahrerin
- Dacres, Fedrick (* 1994), jamaikanischer Diskuswerfer
- Dacres, Sydney Colpoys (1804–1884), britischer Admiral, Erster Seelord

### Dacu
- DaCunha, Peter (* 2003), kanadischer Schauspieler
- Dacus, Lucy (* 1995), US-amerikanische Indie-Rock-Musikerin und SängerinLucy Dacus (* 1995)

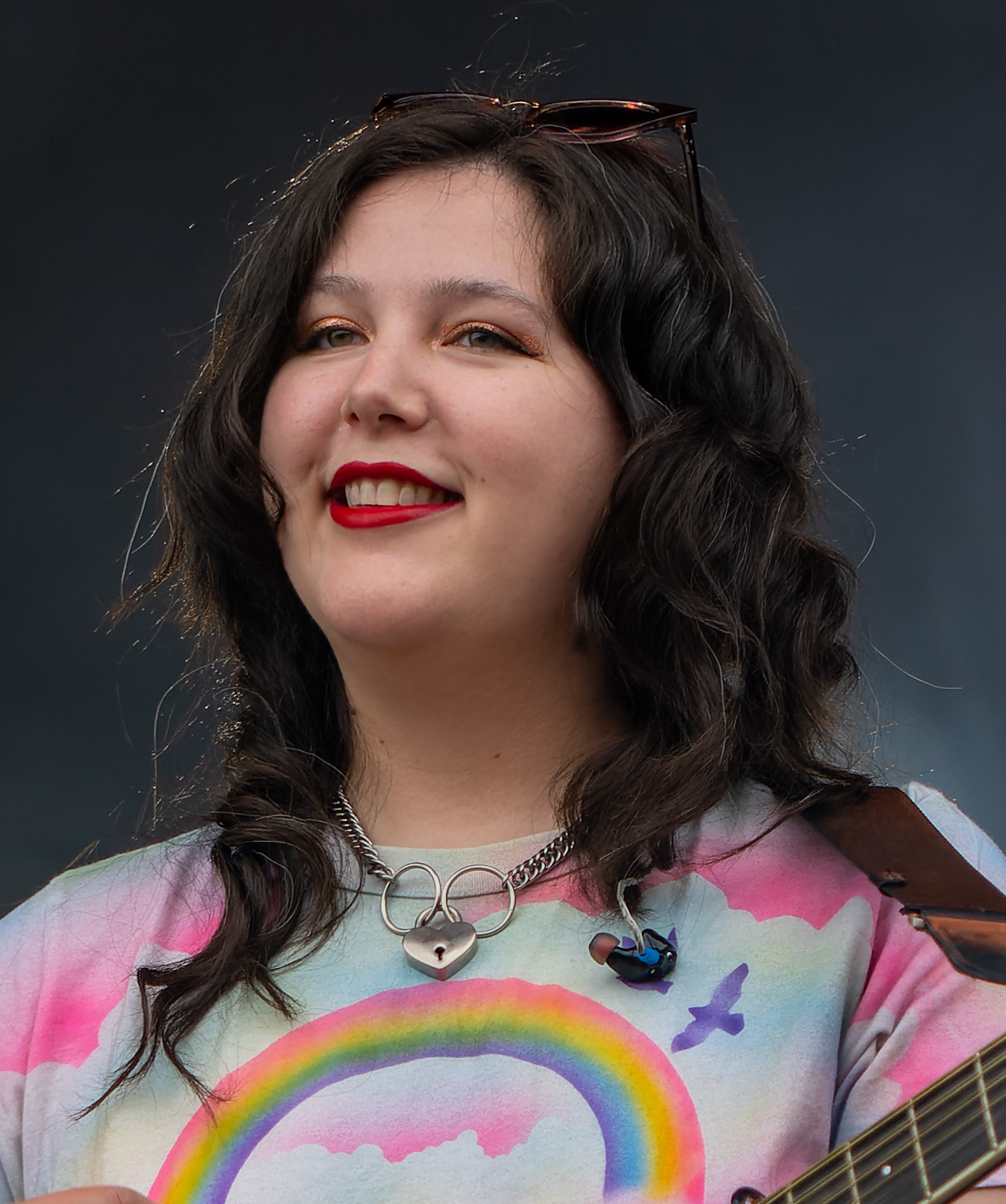
Lucy Dacus (* 1995)

### Dacz
- Daczko, Karl (1860–1928), deutsch-polnischer Politiker, Mitglied des Sejm